# مبنى بلدية مونروج (مترو باريس)
مبنى بلدية مونروج (بالفرنسية: Mairie de Montrouge)‏ هي محطة مترو تابعة لمترو باريس تقع في فرنسا في مونتروج.[بحاجة لمصدر]